# Villadia squamulosa
Villadia squamulosa es una especie de plantas de la familia de las crasuláceas, comúnmente llamadas, siemprevivas, conchitas o flor de piedra (Crassulaceae), dentro del orden Saxifragales en lo que comúnmente llamamos plantas dicotiledóneas, aunque hoy en día se agrupan dentro de Magnoliopsida. El nombre del género fue dado en honor al Dr. Manuel Villada (1841 – 1924), quien fuera médico, botánico y editó de la revistas “La Naturaleza”, la especie V. squamulosa, hace referencia al aspecto en apariencia escamoso de los tallos.

## Clasificación y descripción
Planta de la familia Crassulaceae. Planta perenne y completamente glabra, tallos delgados, ásperos con líneas de papilas, ramificados desde la base, de 1-1.5 dm de largo; hojas lineares de 1-1.5 cm de largo. Inflorescencia en tirso abierto, flores sésiles o con cortos pedicelos, solitarias o en pequeños grupos; sépalos de 1-1.5 mm de largo, pétalos rosados de 2-3 mm de longitud, nectarios flabelados relativamente grandes. Cromosomas n= 17.

## Distribución
Se reporta para México en Chihuahua, Sonora y Coahuila, en EUA en Texas. Localidad tipo: Chihuahua: 32 km al sur de Chihuahua, Montes Potrero y Mapula.

## Hábitat
No se tienen datos exactos de sus afinidades ecológicas.

## Estado de conservación
No se encuentra catalogada bajo algún estatus o categoría de conservación, ya sea nacional o internacional.